# 紺碧のうたプロジェクト
「紺碧のうたプロジェクト」（こんぺきのうたプロジェクト）は、早稲田大学の新型コロナウイルス感染症流行下における新しい応援ソングを作るプロジェクト。作詞・作曲はレコード大賞作曲賞を受賞している杉山勝彦（早稲田大学理工学部卒）。ダンスverにおける振り付けはラグビーワールドカップ2019開会式の振り付けを制作したSHOJIN（早稲田大学社会科学部卒）。MV監督はCreative Team +ONEの代表を務めている大野遼大（早稲田大学社会科学部在学中）が担当した。

## 概要
早稲田大学の学生による新型コロナウイルス感染症流行中に早稲田の学生、街、受験生などから早稲田に対する想いをSNS上で募集し、集まったフレーズを基に杉山勝彦が作詞・作曲を行った。曲名はキャンパスに通えず早稲田を知らない新入生や疎遠となっている在校生に、早稲田文化を伝える架け橋となるような意味も込め『そして紺碧の空へ』と付けられた。
第一弾では、メインボーカルをゴスペラーズリーダーの村上てつやが務め、180以上の体育各部、サークルが写真、映像で登場した。公開は6月27日。撮影、録音は全てオンライン上で行われた。
第二弾となる完全版では、早稲田4年の学生がメインボーカルを務め、100人超の大合唱したverが8月31日に公開された。当MVでは、学生、街の住民に加え田原総一郎、瀬古利彦、岡副麻希、吉田照美をはじめとした卒業生も合唱として参加している。
『そして紺碧の空へ』は、早稲田大学2020年3月・9月卒業式・学位授与式に使用された。